# Split Second (ER)
Split Second is de tweede aflevering van het vijfde seizoen van de televisieserie ER, die voor het eerst werd uitgezonden op 1 oktober 1998.

## Verhaal
Knight heeft nog steeds aanpassingsproblemen op de SEH, maar dr. Carter denkt dat zij wel op eigen benen kan staan. 
Dr. Corday krijgt bezoek van haar vader uit Engeland, hij vraagt haar of zij voor hem wil werken in zijn medisch team. Zij bedankt voor de uitnodiging maar besluit om toch in het ziekenhuis te blijven onder dr. Romano.
Dr. Benton bezoekt een kno-arts om zo erachter te komen of zijn zoon Reese een hoorprobleem heeft.
Dr. Greene bezoekt zijn dochter tijdens een voetbalwedstrijd, hij mag daar zijn dochter behandelen die gewond raakt in een wedstrijd.
Hathaway merkt dat het steeds drukker wordt in haar kliniek en besluit daarom om een verpleegster aan te nemen die haar kan ontlasten.
Dr. Weaver herinnert dr. Ross elke keer aan het feit dat hij nog onder haar toezicht staat.

## Rolverdeling

### Hoofdrollen
- Anthony Edwards - Dr. Mark Greene
- Yvonne Zima - Rachel Greene
- George Clooney - Dr. Doug Ross
- Noah Wyle - Dr. John Carter
- Eriq La Salle - Dr. Peter Benton
- Laura Innes - Dr. Kerry Weaver
- Alex Kingston - Dr. Elizabeth Corday
- Paul Freeman - Dr. Charles Corday
- Ted Rooney - Dr. Tabash
- David Brisbin - Dr. Alexander Babcock
- Paul McCrane - Dr. Robert Romano
- John Aylward - Dr. Donald Anspaugh
- Kellie Martin - Lucy Knight
- Julianna Margulies - verpleegster Carol Hathaway
- Penny Johnson - verpleegster Lynette Evans
- Ellen Crawford - verpleegster Lydia Wright
- Conni Marie Brazelton - verpleegster Connie Oligario
- Gedde Watanabe - verpleger Yosh Takata
- Suzanne Carney - OK verpleegster Janet
- Montae Russell - ambulancemedewerker Dwight Zadro
- Emily Wagner - ambulancemedewerker Doris Pickman
- Lyn Alicia Henderson - ambulancemedewerker Pamela Olbes
- J.P. Hubbell - ambulancemedewerker Lars Audia
- Abraham Benrubi - Jerry Markovic

### Gastrollen (selectie)
- Freda Foh Shen - audiologe
- Vince Vieluf - Bernard Gamely
- Alan Blumenfeld - Rob Savage
- Matt DeCaro - voetbalvader
- Tressa DiFiglia - Hannah
- Bernard White - verslaafde die versneld wil afkicken
- Kareem J. Grimes - B.G.
- Taraji P. Henson - Elan